# Thirunindravur
Thirunindravur (o Thiruninravur, Tinnanur) è una suddivisione dell'India, classificata come town panchayat, di 29.395 abitanti, situata nel distretto di Tiruvallur, nello stato federato del Tamil Nadu. In base al numero di abitanti la città rientra nella classe III (da 20.000 a 49.999 persone).

## Geografia fisica
La città è situata a 13° 6' 41 N e 80° 1' 34 E e ha un'altitudine di 31 m s.l.m..

## Società

### Evoluzione demografica
Al censimento del 2001 la popolazione di Thirunindravur assommava a 29.395 persone, delle quali 14.793 maschi e 14.602 femmine. I bambini di età inferiore o uguale ai sei anni assommavano a 2.749, dei quali 1.387 maschi e 1.362 femmine. Infine, coloro che erano in grado di saper almeno leggere e scrivere erano 23.891, dei quali 12.713 maschi e 11.178 femmine.